# Histoire des grues

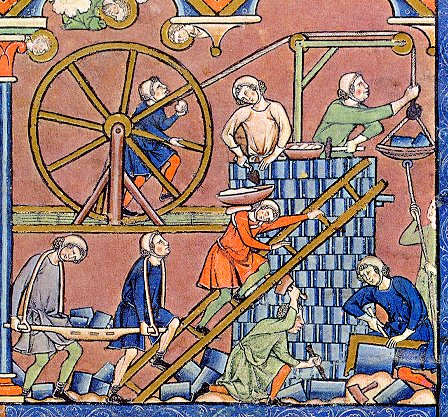
Grue médiévale, Bible de Maciejowski, XIIIe siècle.

Pour les articles homonymes, voir Grue.
Cette page retrace l'histoire des grues, machines servant dans la construction, les carrières et l'industrie, à élever de lourds fardeaux.

## Vocabulaire
TympanLe tympan, quelquefois appelé par abus de langage cage d'écureuil, est une roue en bois qui sert à mouvoir un treuil ou cabestan dans un engin de levage, dans laquelle un ou plusieurs hommes ou animaux marchent pour la faire tourner. Les Grecs l'ont appelé γέρανον (terme qui peut aussi désigner une échelle) et les Romains, majus tympanum. À d'autres époques, on l'a appelé roue, treuil à tambour ou plus simplement tambour. Parfois, l'intérieur du tympan est muni de planches ou de lattes, formant des marches qui favorisent le déplacement des hommes. Le tympan peut être à simple ou double tambour. Le chantier d'archéologie expérimentale à Guédelon a montré que dans un double tambour, deux hommes pouvaient hisser 400 kg à 500 kg de mortier ou 600 kg de pierres en une seule charge.
GrueLa machine de levage elle-même est appelée grue, gruau, engin, machine ou chèvre, quelquefois aussi « tympan ». Toutefois certains archéologues la nomment tour à tour « machine de levage », « machine de levage à roue motrice », « machine élévatrice médiévale », « roue de carrier ». Dans la grue, le tympan est associé à une pièce de bois verticale terminée en pointe, à laquelle est attachée une flèche soutenue par des écharpes fixées par des liens de fer. Les arbres principaux de ces grues peuvent atteindre des dimensions importantes (de 15 à 16 m de hauteur, pour des flèches qui pouvaient atteindre les 12 m), si bien qu'elles réclamaient des pièces métalliques de renfort. La poulie à l'extrémité de cette flèche est munie d'un cliquet anti-retour qui évite que la charge n'inverse le sens du tambour. De la graisse et du savon étaient utilisés pour lubrifier les mécanismes. Le déplacement des hommes ou des animaux dans le tambour provoquait l'enroulement de la corde ou du câble autour de la poulie.

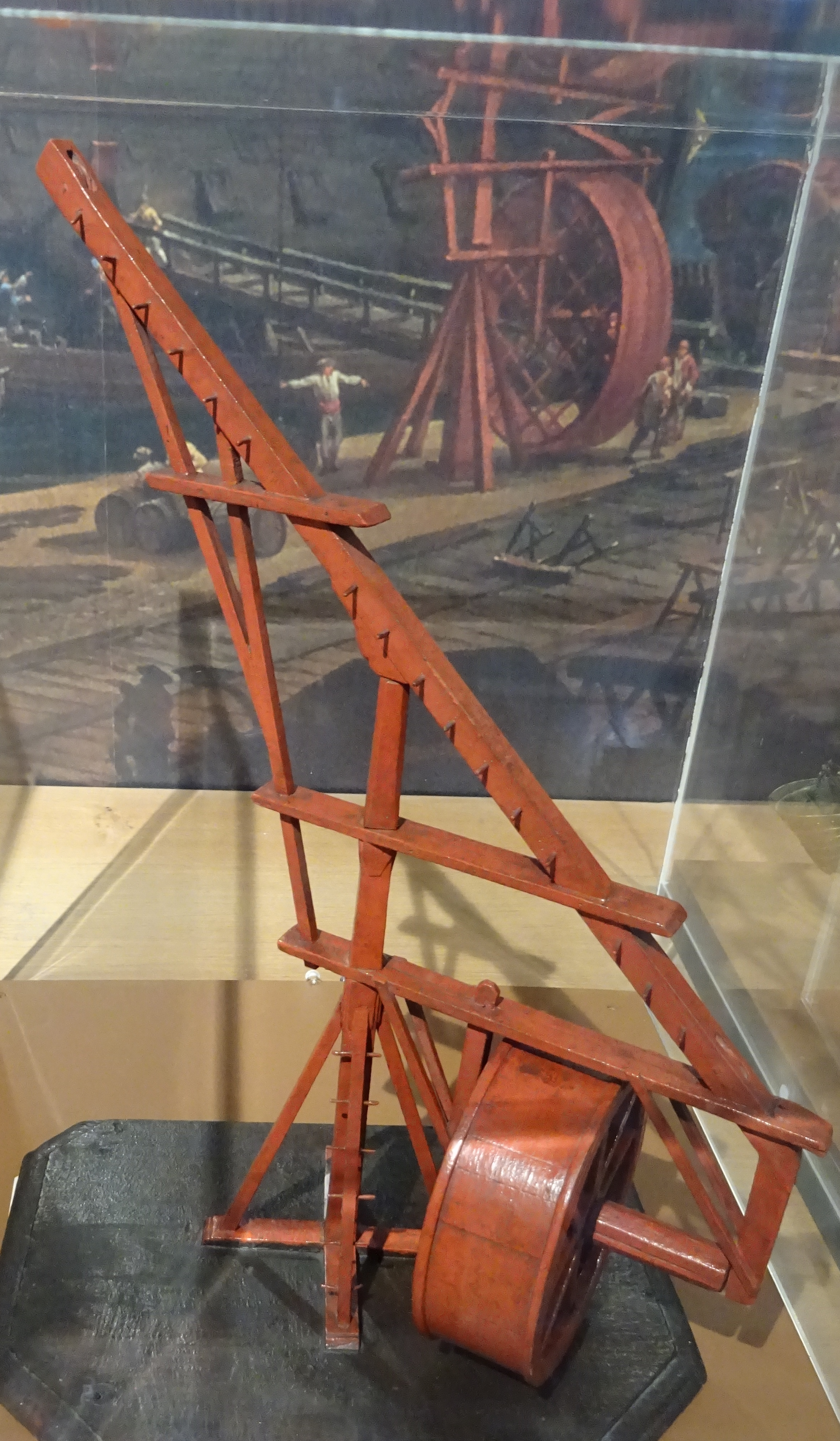
Grue à tambour, dit aussi "cage d'écureuil" (modèle réduit fabriqué à l'Arsenal de Rochefort au XVIIIe siècle, musée de la Marine de Brest).

Roue de carrierLa roue de carrier était une grue utilisée par les carriers. Le travail des maçons nécessitant l'usage intensif de la pierre naturelle, on peut supposer que l'emploi de la roue est passé indifféremment d'un métier à l'autre.
Cage d'écureuilLa cage d'écureuil désigne la cage qu'on fabriquait pour l'animal, dans laquelle était posée une cage tournante appelée originairement « tournette ». Par analogie avec la cage, on a nommé abusivement le tympan, cage d'écureuil. De nos jours, on trouve couramment cette cage tournante dans les cages pour hamster.

## Science mécanique grecque
Lorsqu'Archimède doit faire la démonstration devant le roi Hiéron du bénéfice réalisé par l'utilisation de palans dans le déplacement de charges lourdes, il n'a pas à aller très loin car les poulies et les cordages sont déjà d'un emploi courant dans les travaux portuaires de sa Syracuse natale. Et le champ d'application de celui-ci le porte plus naturellement vers le halage des bateaux. Il est très probable, bien qu'aucun de nos textes ne l'affirme expressément, qu'Archimède a, sinon inventé de toutes pièces le palan (πολύσπαστον), la moufle à plusieurs poulies, du moins amélioré la machine, en augmentant notamment le nombre des poulies et en renforçant ainsi sa puissance, et il est sûr qu'il a été le premier à se servir de cet appareil avec une pleine conscience des lois physiques qui y entraient en jeu. Aristote pose le premier les bases d'une véritable théorie mécanique, la Mèkané (μηχανή) est la partie de la technique qui vient à notre secours chaque fois qu'il faut faire quelque chose contre la nature, et que l'on est embarrassé par la difficulté; 
Avant d'être une science ou une technique, la mécanique est l'attitude de l'homme en opposition avec la nature, en opposition avec les autres hommes pour essayer de les dépasser par une ingéniosité supérieure. En tant que théorie, la mécanique ancienne s'attache à l'explication des lois de l'équilibre (la statique, la scientia de ponderibus médiévale) et traite des principes de la balance (la balance romaine) et du levier, du principe du cercle et de l'axe de rotation. En tant que technique, la mécanique concerne la construction de tous les types de machines quelle que soit leur fonction: il s'agit d'être « supérieur à la nature » en levant des corps que la force de l'homme ne peut soulever mais aussi en forçant l'eau à monter alors que la nature la fait descendre, en envoyant des projectiles plus loin que le bras de l'homme ne peut le faire, mais également ce qui touche à la conception du stratagème (Qui est passé dans le terme « machination ») , etc.; Partes ipsius architecturae sunt très : aedificatio, gnomonice, machinatio, Vitruve fait de la mécanique une partie de l'architecture. Au terme grec Mékanika (Μηχανικά) correspond en grec tout un corpus d’œuvres du même nom lorsque le monde romain n'en connait qu'un seul, le De architectura de Vitruve.  Vitruve utilise le terme machinatio pour désigner la troisième partie de l'architecture, mot qui n'est attesté en latin qu'à partir du milieu du Ier siècle, c'est-à-dire à peu près à l'époque où Vitruve doit commencer à rédiger son traité. Vitruve est donc le seul auteur latin connu à employer machinatio pour désigner une discipline mécanique qu'elle soit scientifique ou technique.
On attribue à Archimède le principe de quelques autres machines simples : le levier, le plan incliné. Il imagine une multitude de machines composées mais néglige de les décrire, et il en reste la seule rumeur. Vitruve reporte quelques exemples spectaculaires et astucieux systèmes mis en place par Chersiphron, Métagénès ou Peionius, dont l'historicité n'est pas absolument avérée et fait une large part à une autre catégorie de « machines de charpente », les engins de siège, qu'on voit se multiplier à partir du IVe siècle av. J.-C. et pour lesquels les ingénieurs poliorcéticiens rivalisent d'originalité technique et de gigantisme: La tortue d'Hégétor, l'hélépole - huit roue avec inverseur -; mais l'intérêt des traités conservés réside principalement dans la précision des descriptions relatives au montage et à l'agencement des ouvrages, de leur roulement, de leurs techniques de déplacement. Une tablette de marbre garde la trace (Mèchanè d'Éleusis) d'une lourde machine de charpente ayant servi à transporter des tambours de pierre de 7,5 tonnes à Éleusis.
Le développement de la technique grecque semble s'être arrêté avec les derniers représentants de l'école d'Alexandrie. La primauté de la science sur les techniques et le mépris du travail manuel et, par conséquent, de la technique, le fait d'une certaine aristocratie intellectuelle, sont invoqués comme cause et il semble bien que les Romains ne furent guère des novateurs en matière technique.

## Principe des machines selon Vitruve
Le monde antique distingue deux espèces de machines : les machines simples, que Vitruve appelle organa (ὀργανικῶς), et les machines composées, machina (μηχανικῶ, mekaniko). Il y a six machines simples, auxquelles toutes les autres peuvent se réduire : la balance et le levier, dont on ne fait qu'une seule espèce, le treuil, la poulie, le plan incliné, le coin et la vis. On pourrait même réduire ces six machines à deux, le levier et le plan incliné : car le treuil et la poulie agissent comme le levier; et le coin et la vis comme le plan incliné. Les machines composées sont celles qui sont formées de plusieurs machines simples, combinées.
« Les deux moteurs ou puissances qui les font agir, différents l'un de l'autre, ne se ressemblent pas; ils concourent pourtant à produire les principes de deux actions : l'une est la force de la ligne droite que les Grecs appellent εὐθεῖα; l'autre, celle de la ligne circulaire qu'ils nomment κυκλωτή. Il n'en est pas moins vrai que la ligne droite ne peut agir sans la circulaire, ni la circulaire sans la droite, dans l'élévation des fardeaux. »
Trois poutres composent l'assemblage des machines dont l'emploi est nécessaire pour la construction des temples et des édifices publics, que nous nommons aujourd'hui une chèvre. Ce nombre est nécessaire pour qu'elle puisse se tenir dressée, et s'appuyer sur elle-même en formant le trépied. Les autres machines à tirer, décrites par Vitruve, sont de même composées de trois poutres, à l'exception d'une seule, qui consiste en une pièce de bois retenue par des cordes. Les différentes dénominations qu'elles ont, viennent uniquement du nombre de poulies qu'on y a adaptées.

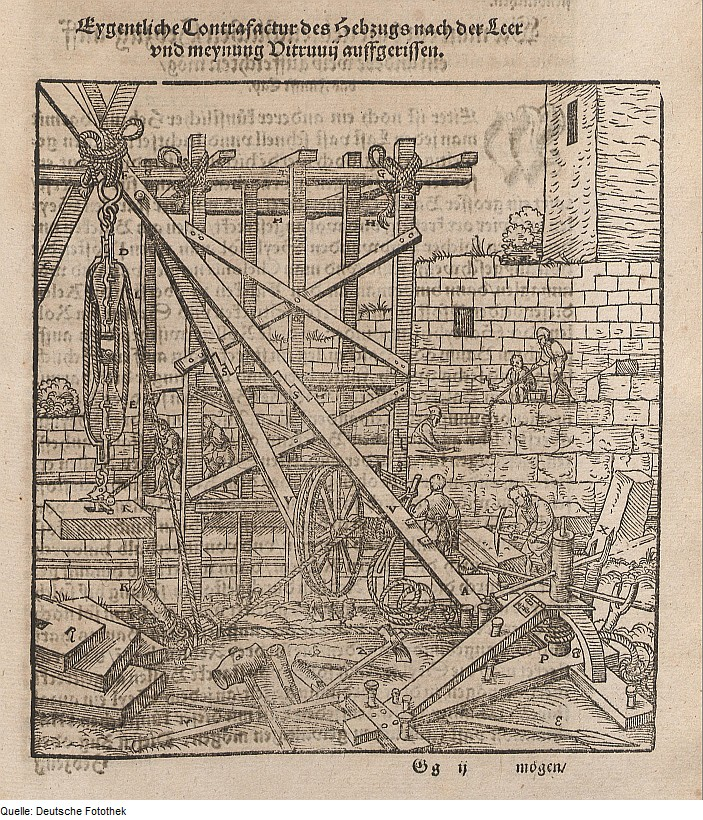
Machine de levage avec câbles. Vitruvius Teutsch. Walther Hermann Ryff. 1575
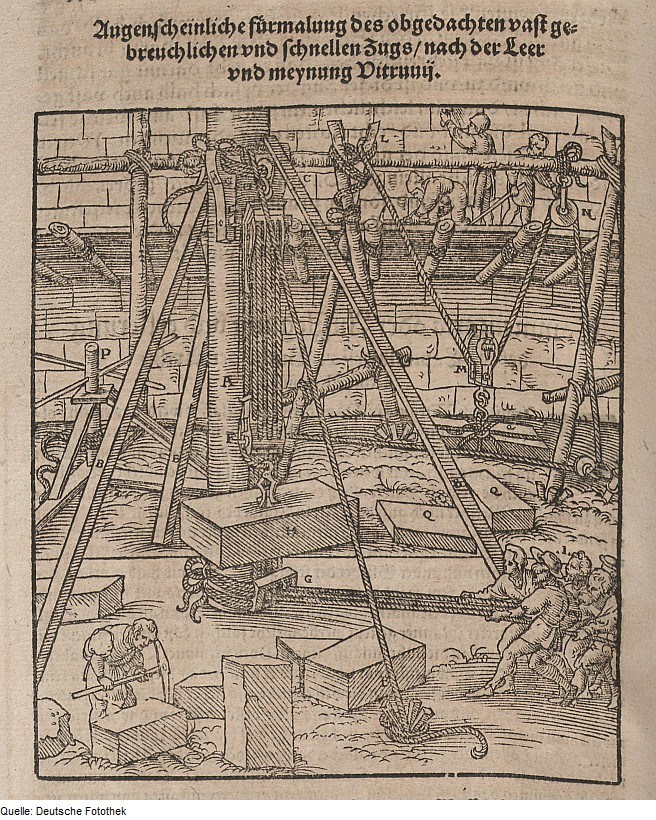
Câble. Vitruvius Teutsch. Walther Hermann Ryff. 1575
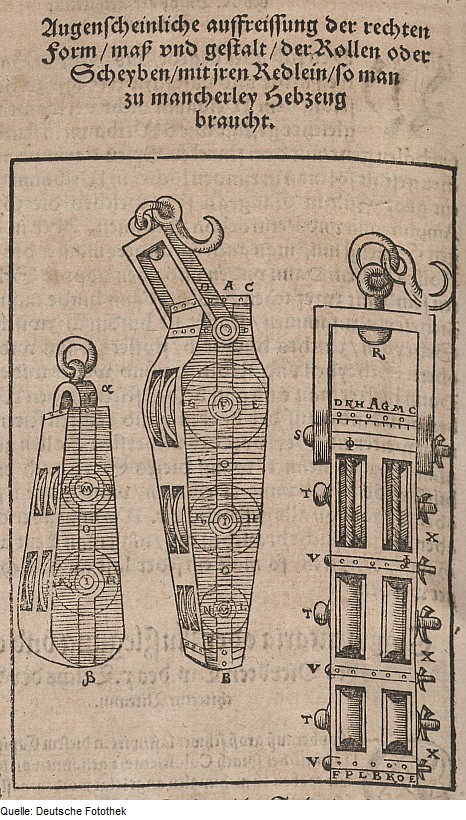
Moufle. Vitruvius Teutsch. Walther Hermann Ryff. 1575
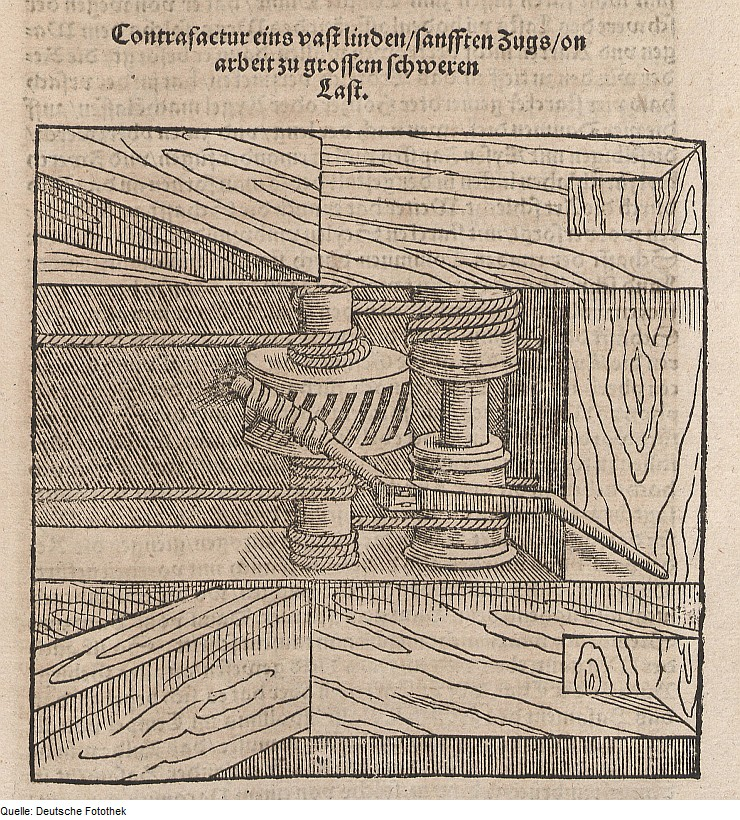
Treuil. Vitruvius Teutsch. Walther Hermann Ryff. 1575

Le mot trochlea désigne ce que l'on appelle une moufle. On a donné ce nom à toute la machine, bien qu'il ne s'applique qu'à une de ses parties. Trochlea, en latin, τροχαλία, en grec, signifie proprement une poulie qui est appelée dans le texte de Vitruve orbiculus. Or, le nom d'orbiculus, aussi bien que celui de trochlea, qui signifie une roue, convient mieux à une poulie, qu'à la moufle qui est carrée et qui enferme les poulies dans des mortaises. L'une des moufles étant attachée au haut de l'engin, et l'autre au fardeau, la corde produit son effet, en faisant s'approcher la moufle mobile de celle qui reste fixée au haut de la machine; elle facilite par là l'élévation du fardeau, par la raison que le câble faisant deux replis sur les poulies des moufles, fait le double du chemin que fait la moufle inférieure, en s'approchant de l'autre et, par conséquent, il n'a besoin que de la moitié de la puissance qui serait nécessaire.
Pour prendre les pierres et les attacher à la moufle qui devait les lever, les anciens se servaient d'une espèce de tenaille qu'ils nommaient forcipes et que l'on appelle louve. On rencontre trois espèces de louves, celle des anciens, dont parle ici Vitruve, celle dont Guillaume Philandrier dit qu'on se servait à Rome de son temps, et celle qu'on employait en France du temps de Claude Perrault. Celle des anciens était composée de deux pièces en fer, jointes par un clou au milieu.

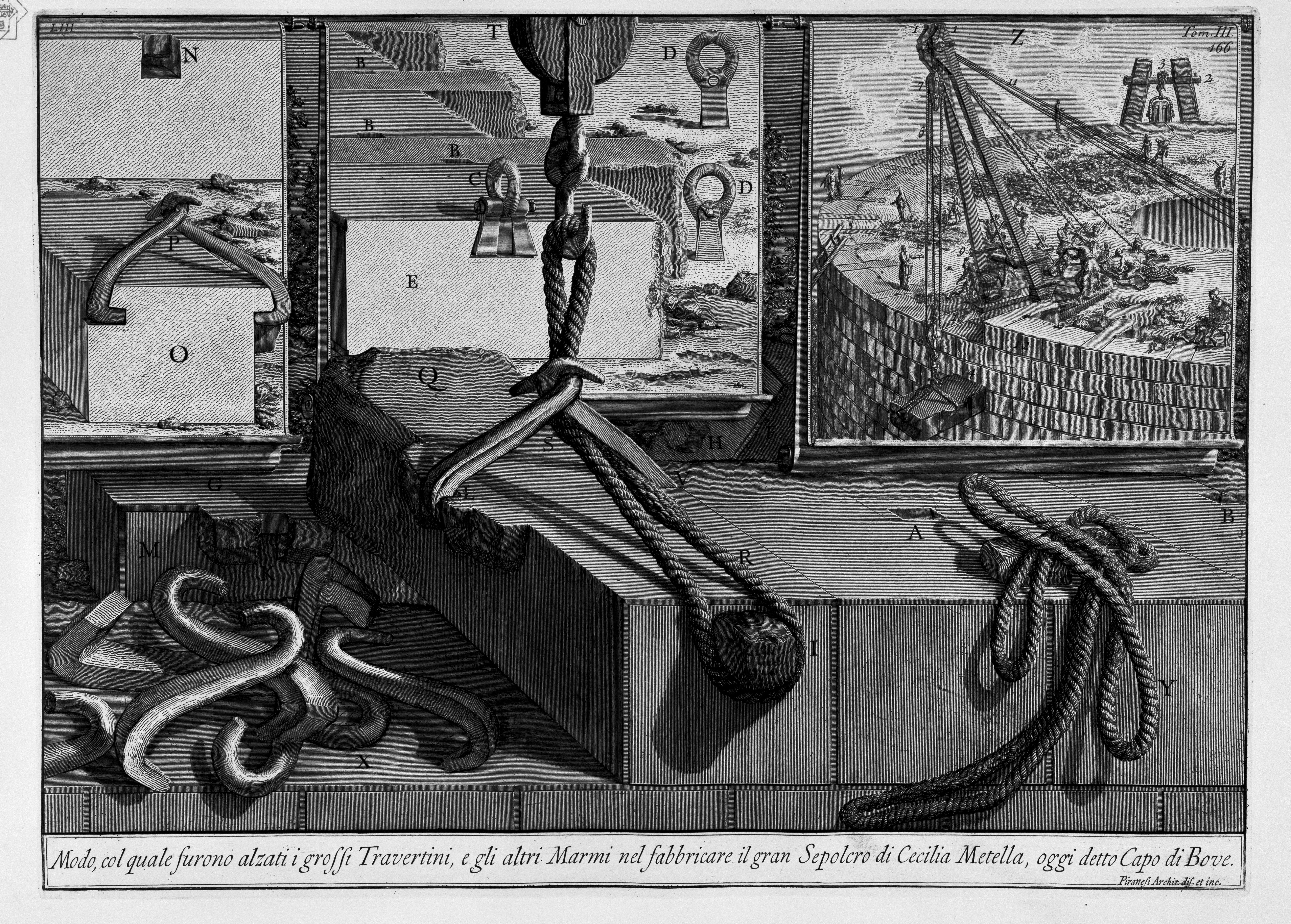
Giovanni Battista Piranesi. Tombe de Cæcilia Metella. Le antichità Romane. 1756. Moyens, avec lesquels les grands travertins et autres marbres ont été élevés, dans la construction du grand sépulcre de Cecilia Metella, aujourd'hui appelé Capo di Bove.

## La roue de carrier

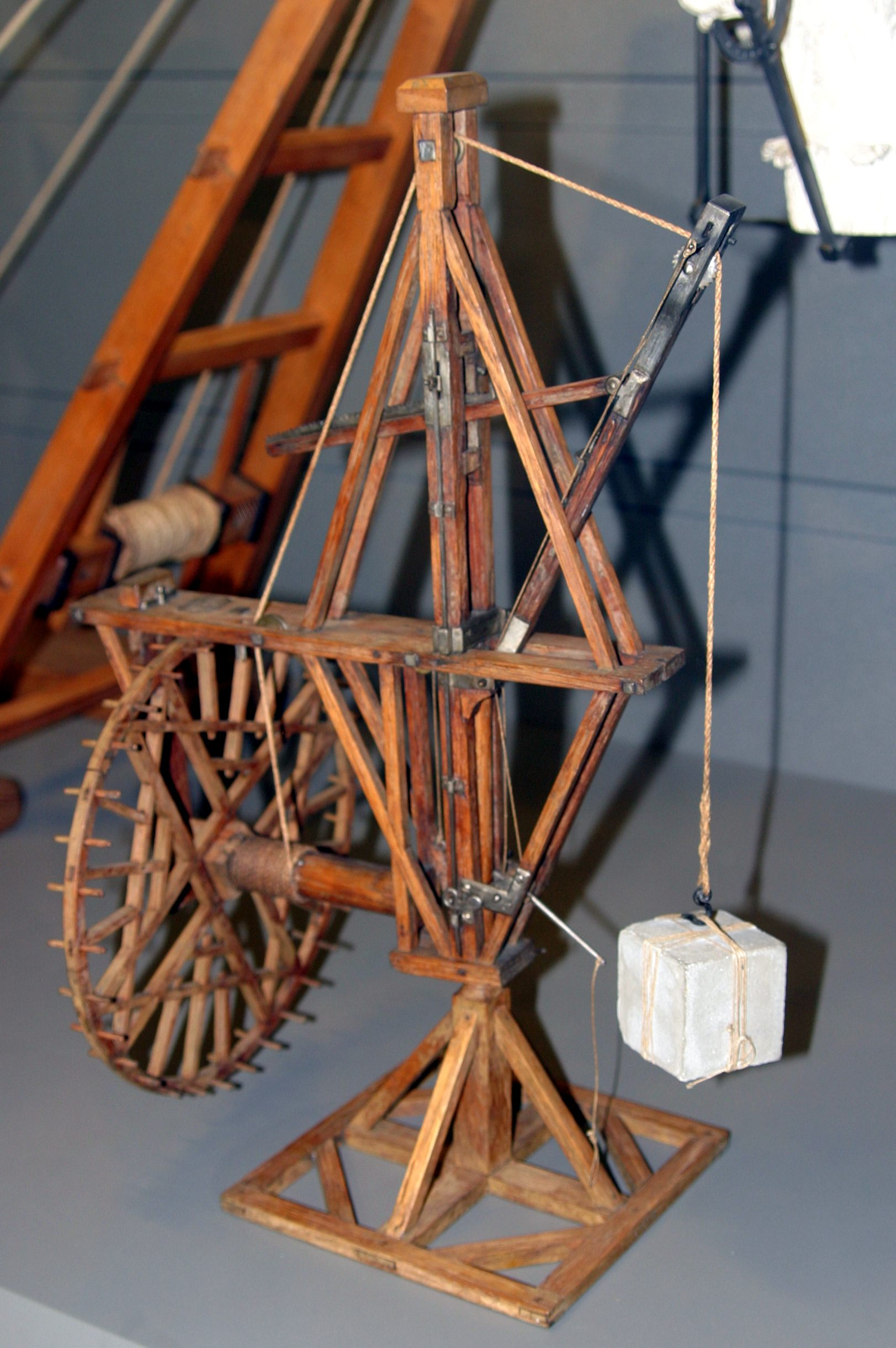
Grue ancienne

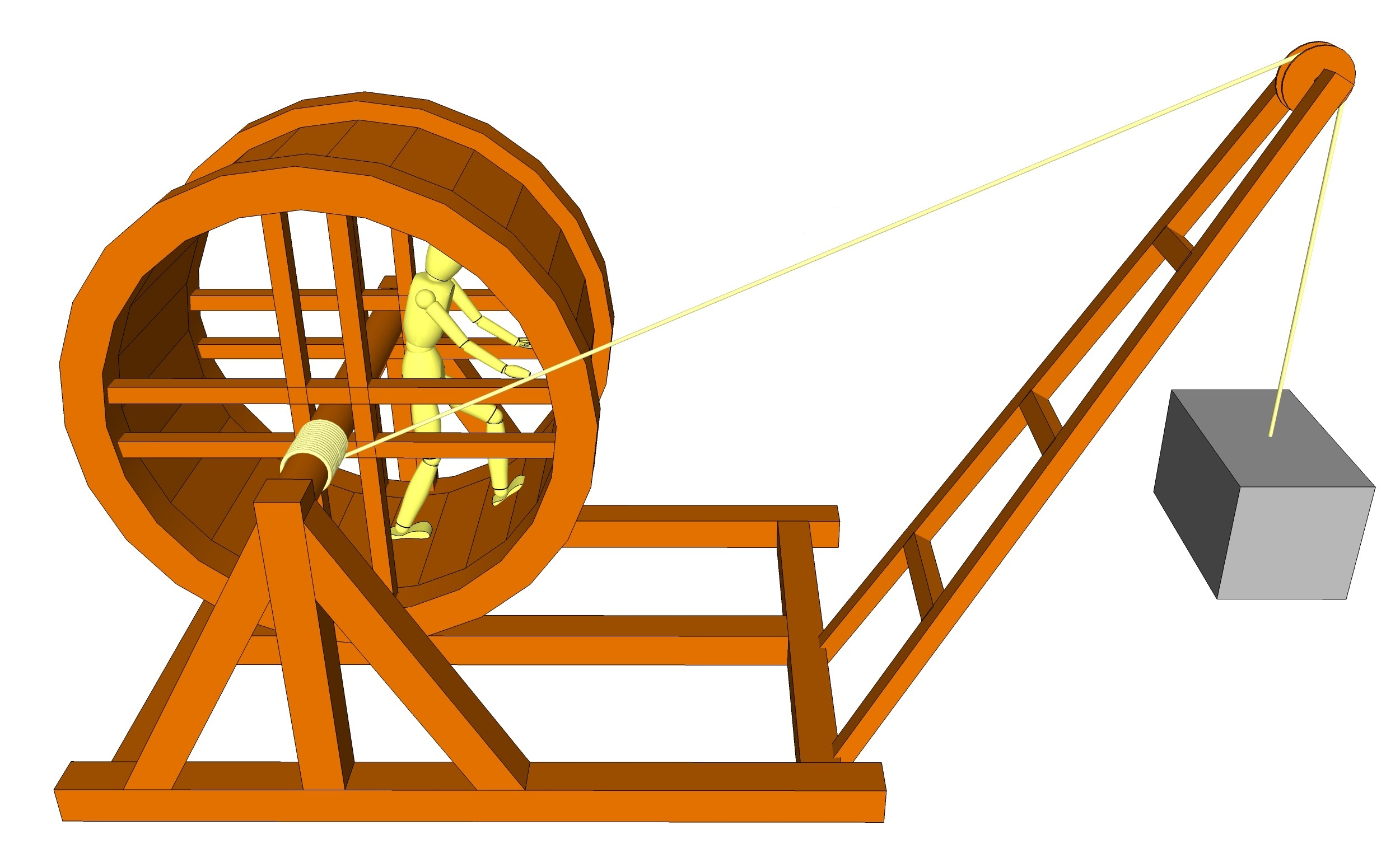
Grue médiévale

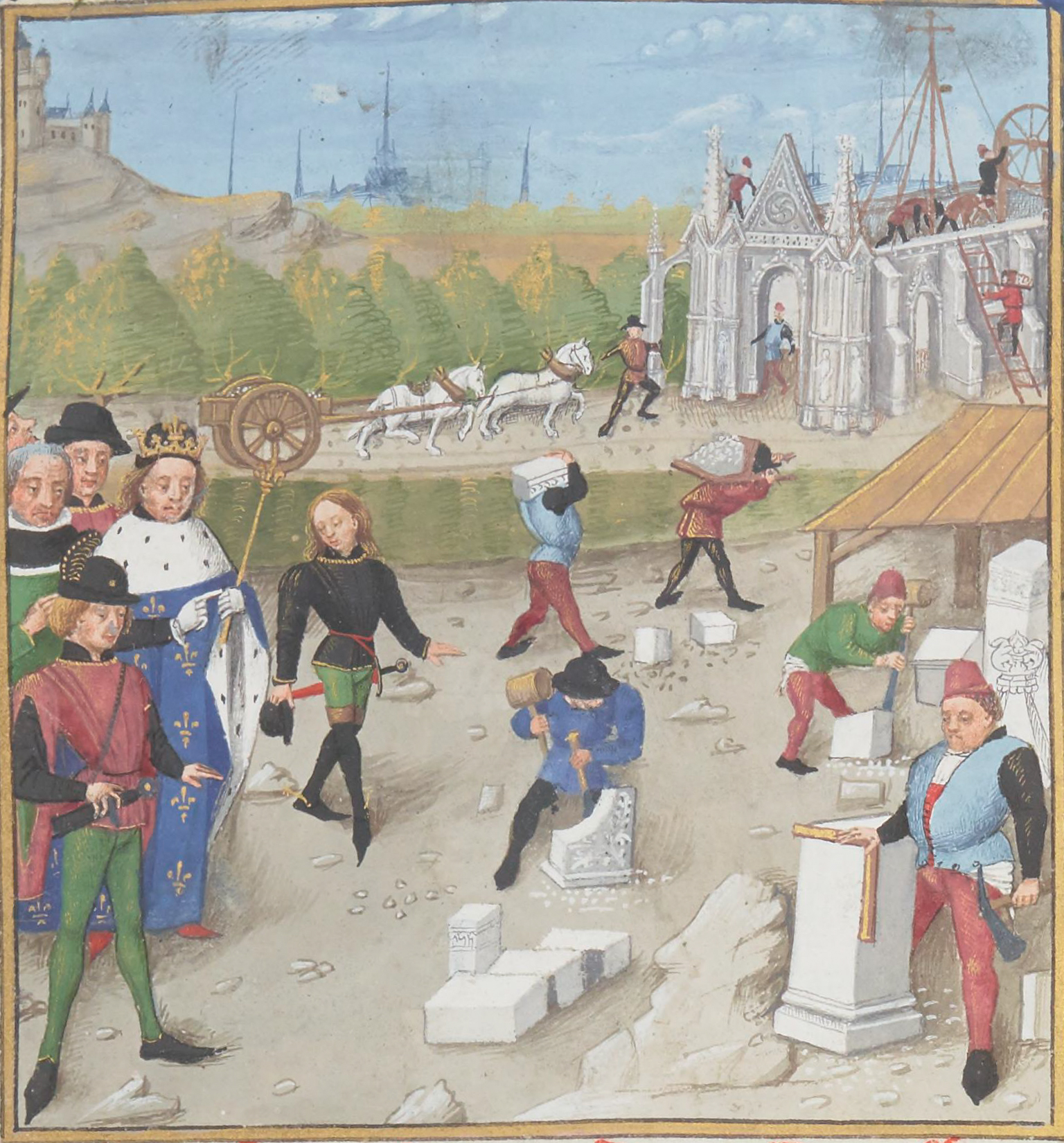
Chantier médiéval avec un écureuil (Dagobert visitant le chantier de la construction de Saint-Denis, enluminure de Robinet Testard dans les Grandes Chroniques de France, 1471).

La grue antique est constituée d'un essieu autour duquel s'enroule un câble. On la fait tourner avec des leviers ou un grand tambour à l'intérieur duquel se déplacent une ou plusieurs personnes. Largement utilisée dans le travail de la pierre elle est appelée "roue de carrier". Des environs de 500 av J.-C jusqu'à la révolution industrielle, la cage d'écureuil est le moteur usuel des grues de quai ou pour l’édification des grands édifices, fortifications, aqueduc, pont, etc.
La machine, appelée majus tympanum (Grand tambour) par les Romains, est décrite dans le Livre X du De architectura de Vitruve :

« Après les avoir fait passer par la partie extérieure, on les ramène, à droite et à gauche de la roue, jusqu'à l'essieu, où on les attache pour les y fixer. Alors, de la roue autour de laquelle il est entortillé, un autre câble se dirige vers un vindas. En même temps que ce câble file autour de la roue et du treuil du vindas, ceux qui sont attachés à l'essieu de la machine, se tendent et lèvent insensiblement les fardeaux sans danger. Que si l'on veut, sans employer de vindas, se servir d'une roue plus grande, en la faisant tourner par des hommes qui agiront avec leurs pieds, soit au milieu, soit à l'une de ses extrémités, on en obtiendra des résultats encore plus prompts,. »

— Vitruve, De architectura, Livre X, Tome second.
Le tympan, que les Grecs appellent aussi γέρανον, est une roue large, autour de l'essieu de laquelle s'enroulent les câbles qui passent sur les poulies, et que l'on met en mouvement soit avec le vindas, quand elle n'est pas trop grande, soit avec les pieds, quand elle est disposée en forme de grand tambour, et dans laquelle on fait entrer un ou plusieurs hommes qui marchent pour la faire tourner.
De construction simple, en bois, démontable pour être transportée et montée sur les constructions, la grue à tympan fut utilisée jusqu’au XVIIe siècle par Vauban qui l’installa dans ses places fortes pour tirer l’eau des puits-citernes. Cette technique est présente dans l’Atlas des Bâtiments Militaires de 1826.

### Principe
Une cage, d’un diamètre de 2 à 3 mètres, montée sur un axe qui entraîne un tambour solidaire. Sur ce tambour vient s’enrouler la corde qui tire une charge à soulever. A l'équilibre, et en négligeant les frottements des différents organes en rotation, l’effort E à fournir multiplié par le rayon R de la cage est égal au poids P multiplié par le rayon r du tambour, soit {\displaystyle E.R=P.r}
À l’intérieur de la cage, un ou plusieurs hommes marchent pour assurer la rotation. Un cliquet ou tout autre dispositif de sécurité empêche l’inversion accidentelle du mouvement dû à la charge. Un homme pouvait soulever un poids de 180 kg à 4 m sans fatigue et pouvait même aller jusqu’à soulever 500 kg de charge (homme de 70 kg, R = 1,50 m, r = 0,15 m et un rendement de 0,7).  P = 0,7.70.9,81.1,5 / 0,15 = 4807 N = 490 kg
Cette charge peut être plus importante avec l’adjonction d’une moufle.

### Utilisation
Son utilisation la plus connue est comme élément du treuil pour soulever les charges lourdes dans les carrières, sur certains chantiers à partir d’une chèvre.
|  |  |

## Grue préindustrielle
C'est une amélioration de la grue antique.

### Vocabulaire
Vocabulaire employé dans les machines en 1814 :
Grue, Gruau, Engin, Machine :
- A : Arbre ou flèche de grue
- B : Sole Embrasure, Empattement, Racinal de grue
- C : Bras ou liens en Contrefiche
- D : Rancher ou Échelier, chevilles de ranches
- E : Pivot de fer
- F : Poinçon
- G : Moise
- I : Soupentes
- K : Roue ou Tympan
- L : Tour ou Treuil
- M : Lumière
- N : Mammelon
- O : Liens

- Arbre - Nom d'une grosse pièce cylindrique transmettant un mouvement de rotation, ou une position angulaire - Dans une machine qui sert à élever les bois, la pièce du milieu posée aplomb, et sur laquelle tournent les autres; tel est l'arbre d'une grue, d'un gruau, d'un engin[C 1].
- Bourriquet - Espèce de civière ou caisse carrée à jour, dans laquelle on montait le moellon, et même le mortier, au haut du bâtiment par le moyen de la grue, de l'engin ou de la chèvre[M 1].
- Brayer - Espèce de cordage dont on se sert pour suspendre au câble les pierres, les baquets à mortier, les bourriquets à moellons, etc.[M 2]; Brayeur - Fort manœuvre chargé de brayer la pierre, c'est-à-dire de passer les brayers sous la pierre et de les fixer dans le crochet ou esse du câble qui doit la monter[M 2].
- Bisard - Gros charriot à quatre roues d'égale hauteur avec un brancard, un treuille, un plancher de bois, sur lequel on transporte avec des chevaux, les gros blocs de pierre[M 3].
- Cabestan - Espèce de tourniquet posé verticalement, dont le mouvement sert à rouler et à dérouler un câble[M 2].
- Câble - Cordage très gros, composé de fibres végétales ou de fils d'acier très fins tressés en torons de plusieurs fils.
- Chaise - Assemblage de quatre fortes pièces de bois de charpente, sur lequel on établit la cage d'un moulin à vent, d'un clocher - Élévation ou bâti qu'on fait sous une grue ou une chèvre pour l'exhausser lorsqu'elle n'est pas assez élevée par elle-même - Nom que l'on donne à plusieurs bouts de bois placés les uns sur les autres, sous un pan de bois lorsqu'on le met au levage avant que les parpaings en pierre ne soient posés[C 2].
- Cheville - Petit morceau de bois rond qui sert à tenir ferme l'assemblage de plusieurs pièces; Chevilles de ranches - Morceaux de bois ronds de deux pieds de long environ, qu'on fait passer à travers le rancher d'un engin ou de la volée d'une grue, et qui servent d'échelons[C 3].
- Chèvre - Machine avec laquelle on élève perpendiculairement les pierres, bourriquets de moellons, mortier, etc[M 4].
- Corde - Voir Corde (Dans la construction)
- Écharpe - Tout cordage lié à la tête d'une chèvre ou d'un engin, et arrêté à un pieu ou à quel qu'autre point pour les tenir en place[M 5].
- Écharpe - Dans les machines, une pièce de bois avancée au dehors, à laquelle est attachée une poulie qui fait l'effet d'une demi-chèvre, pour enlever un médiocre fardeau[M 5].
- Engin - Machine servant à élever en saillie les grosses pièces[C 4] - Machine dont on se sert pour élever des fardeaux. Il est composé d'une sole avec sa fourchette, d'un poinçon, de quatre moïses, de deux contre-fiches, d'un rocher, d'un treuil avec ses bras, d'une jambette, d'une sellette, de deux liens et d'un fauconneau ayant une poulie à chaque extrémité[M 6].
- Équipage - Dans un atelier, tant des grues, gruaux, chèvres, vindas, chariots et autres machines, que des échelles, baliveaux, dosses, cordages et tout ce qui sert pour la construction et pour le transport des matériaux[M 7].
- Éventer - Tirer avec un cordage qu'on nomme écharpe une pierre que l'on monte pour qu'elle ne touche point au mur ou aux échafaudages, et qu'elle ne s'y accroche pas, ce qui se fait ordinairement par un manœuvre qu'on nomme brayeur, c'est-à-dire celui qui est chargé de passer les brayer sous la pierre[M 8].
- Fauconneau appelé aussi étourneau Pièces de l'engin - Fauconneau à deux poulies à ses extrémités sur lesquelles passent le câble[C 5].
- Flèche de grue - Longue pièce de bois posée aplomb et soutenue par les liens en contre-fiche, sur laquelle tourne toute la volée - On la nomme aussi arbre[C 6].
- Fuseau - Morceau de bois cylindrique dont on garnit la circonférence d'une lanterne dans une machine[C 6].
- Gruau - Machine qui sert à enlever de moyens fardeaux[C 7], grue plus petite que l'on met en mouvement par un tourniquet (au lieu d'une roue) fixé au bâti, la rotation de la flèche étant limitée par la tension du câble relié au treuil[M 9]
- Grue - La plus grande machine dont on se serve dans les différents travaux pour enlever de gros fardeaux et les poser en place[C 7]; Machine à roue qui sert à élever de gros fardeaux[C 7] - La plus grande machine dont on se serve dans les différents travaux pour enlever de gros fardeaux et les poser en place; Gruau - Grue plus petite que l'on met en mouvement par un tourniquet au lieu d'une roue[M 9].
- Guindage - L'équipage des poulies, moufles et cordages, avec les halements, qu'on attache à une machine et à un fardeau pour l'enlever[M 9]; Guinder - Tirer, élever quelque fardeau[M 9].
- Hauban - Gros cordage qu'on attache par un bout à la tête d'une chèvre ou autre machine, et par l'autre bout à un pieu pour la tenir dans sa même direction lorsqu'on enlève quelque fardeau[M 9]; Haubaner - Attacher à un pieu ou à autre chose le hauban d'une chèvre.
- Hiement - Anciennement, bruit que fait une machine en élevant un pesant fardeau[M 10].
- Lanterne - Espèce de roue en forme de cône tronqué ou de cylindre, composée de deux tourteaux et de quelques fuseaux qui,engrenant avec les dents d'un rouet ou d'un hérisson, communique le mouvement à quelqu'autre partie d'une machine, comme dans les moulins[C 8].
- Machine - Assemblage de pièces de bois disposées de manière qu'avec le secours de poulies, de moufles et cordages, un petit nombre d'hommes peuvent enlever de gros fardeaux et les poser en place, comme le vindas, l'engin, la grue, le gruau, le treuil, etc., qui se montent et se démontent selon le besoin qu'on en a[M 11].
- Moufle - Assemblage de plusieurs poulies mobiles dans une même écharpe, qui, dans les travaux, sert à enlever de très grands fardeaux avec peu de force[M 12].
- Moulinet - Treuil vertical ou horizontal, armé de leviers passés en croix transversalement pour le faire tourner, et lui faire rouler les cordages qui élèvent des fardeaux ou qui les tirent sur un plan incliné[C 9].
- Sellette - Pièce de bois moisée arrondie par ses extrémités posée de niveau au haut de l'arbre d'un engin sur laquelle sont assemblés les deux liens qui portent le fauconneau[M 13].
- Singe - Machine composée d'un treuil qui tourne sur deux chevalets faits en croix de saint André: Ce treuil tourne au moyen de leviers, bras ou manivelles ajoutés à chacune de ses extrémités: Il sert à élever des moellons ou des pierres au haut d'un bâtiment, ou à les en descendre[M 14].
- Mouton - Billot de bois garni de fer qu'on élève par le moyen d'une sonnette, et qu'on laisse retomber sur la tête des pilots pour les enfoncer en terre. C'est aussi une pièce de bois à laquelle une cloche est suspendue[C 10].
- Moufle - Machine composée de plusieurs poulies garnies d'un cordage pour enlever de gros fardeaux[C 10].
- Poinçon - Pièce de bois posée verticalement qui reçoit l'assemblage du faîtage et des arbalétriers d'une ferme d'un comble; C'est aussi l'arbre d'une machine, sur lequel elle se meut circulairement, comme l'engin, la grue, etc.[C 11].
- Racinal - Racinal de grue - Pièce de bois qui, avec plusieurs autres semblables croisées ensemble, forment l'empattement d'une grue, et dans lesquelles sont assemblés les liens en contre-fiches[C 12].
- Ranche - Chevilles de bois qui servent d'échelons, et dont l'échelier d'une grue est garni ; Rancher ou Échelier - Longue pièce de bois traversée de ranches, que l'on pose en arc-boutant, servant à monter au haut d'une grue ou d'un engin[C 13].
- Rechausser - Mettre des dents à une roue de machine, à un rouet ou un hérisson de moulin[C 13].
- Rouage - Partie d'une machine qui consiste en roues[C 14].
- Sellette - Pièce de bois en manière de moise, arrondie par les bouts, qui, accolant l'arbre d'un engin, sert avec deux liens à porter le fauconneau[C 15],[C 16].
- Singe - Machine composée de deux chevalets et d'un treuil, faite pour enlever de petits fardeaux[C 15].
- Sole - Terme ancien - Sablière; Soles - Toutes les pièces de bois posées de plat, qui servent à faire les empattements des machines, comme des grues, des engins - On les nomme racinaux quand, au lieu d'être plates, elles sont de bois carré[C 15].
- Sonnette - Machine composée de deux montants, avec contrefiche et un rancher, assemblés dans une sole et une fourchette; par le haut sont deux poulies, dans lesquelles passent deux cordages attachés à un billot appelé mouton, servant à frapper sur la tête des pilots qu'on veut enfoncer en terre[C 17].
- Tour ou treuil - Gros cylindre sur lequel la corde se roule, adapté à des machines propres à élever des fardeaux, et que l'on fait mouvoir avec une roue ou des leviers[C 18].
- Treuil - Pièce de bois cylindrique qui sert, dans les machines, à élever ou à tirer des fardeaux - On le nomme moins souvent « Tour »[M 15].
- Trousse - Cordage de moyenne grosseur dont on se sert pour élever de médiocres fardeaux[M 16].
- Tympan - Dans une machine, une roue creuse dans laquelle un ou plusieurs hommes marchent pour la faire tourner[C 19].
- Verboquet - Lien de cordage qu'on fait à un des bouts d'un fardeau qu'on enlève par le moyen d'une grue ou autre machine, ou au lien même du câble pour l'empêcher de tourner en montant[M 17].
- Vérin - Machine composée de deux forts madriers, de deux grosses vis en bois qui traversent l'un d'eux, et d'un pointai enté dans le milieu de ces mêmes madriers - On s'en sert à élever des grosses pièces dans les voitures, ainsi qu'à remettre aplomb des jambages, des cloisons, des pans de bois, de niveau des planchers, etc.[C 20].
- Vindas - Espèce de cabestan léger qu'on place suivant le besoin[M 17].
- Vingtaine - Moyen cordage dont on se sert pour faire les échafaudages et pour faire les verboquets[M 17].

### Grue à vapeur

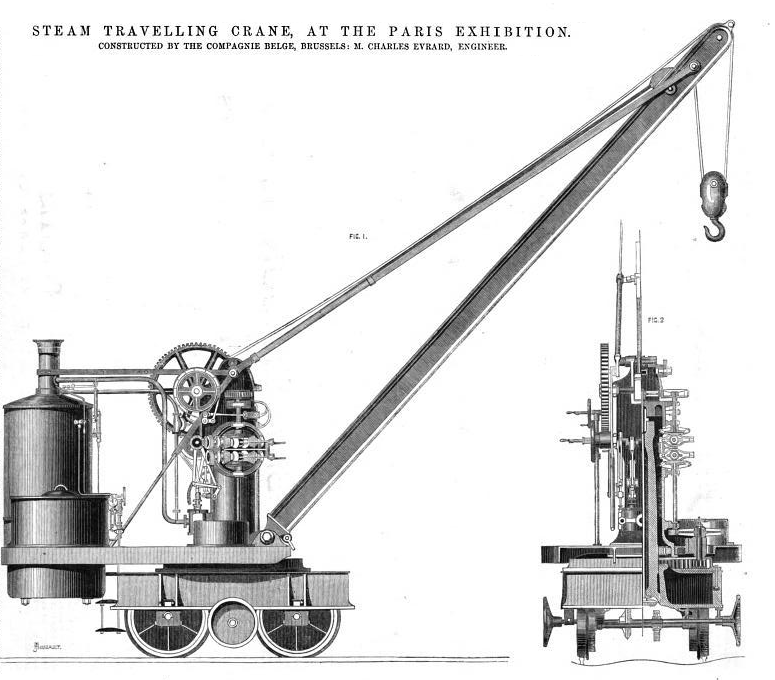
Grue à vapeur, Compagnie Belge (Charles Evrard), Exposition universelle de 1867

## La révolution industrielle
|  |  |  |

## Grues célèbres
- Grue Fairbairn
- Grue médiévale de Gdańsk
- Grue noire
- Grues Titan de Nantes
- Grue Wellman